# Бродский, Лев Израилевич
Лев Израилевич Бродский (1852, Златополь, Чигиринский уезд, Киевская губерния, Российская империя — 1923, Париж) — сахарозаводчик из династии Бродских, коммерции советник (с 1898), статский советник (с 1911), по семейной традиции меценат и филантроп.

## Биография
Лев Израилевич Бродский родился в 1852 году в Златополе в семье сахарозаводчика Израиля Марковича Бродского.
В 1860 году его отец Израиль Бродский переехал в Одессу со своей семьёй — женой Хаей, четырьмя сыновьями и тремя дочерьми.
Вместе со своим старшим братом Лазарем управлял крупнейшим в Российской Империи Александровским обществом сахарных заводов, был совладельцем паровой мельницы Бродских в Киеве.
В 1898 году Бродскому было пожаловано звание коммерции советника.
Бродский был награждён многими российскими и иностранными орденами и медалями, а в 1900 году получил на Парижской выставке за качество представленной продукции орден Почётного легиона.
Лев Бродский организовал сбыт сахара на азиатские рынки, в частности в Каджарскую Персию. За немалую прибыль, которую принесла торговля сахаром представителям династии Каджаров 1 апреля 1891 года персидский шах наградил Бродского орденом Льва и Солнца 2-й степени.
После смерти своего брата в 1904 году возглавил Александровское общество, с 1911 года — статский советник. В 1912 году устав от дел, вышел из сахарного бизнеса, продав свой пай банковскому синдикату.
Бродскому принадлежало много объектов недвижимости — несколько особняков в Киеве на улицах Банковой и на Прорезной. Перед революцией купил Дом Подгорского.
Лев Израилевич был почитателем театрального искусства, он приобрел здание, ранее взятое в аренду труппой Н. Н. Соловцова (сейчас театр им. Ивана Франко).
Лев Бродский любил женское общество, был заядлым картежником — в одном из его особняков располагалось основанное им в 1908 году казино «Конкордия»). Находясь в Европе, Лев проигрывал огромные суммы в игорных домах.
В обществе считался чудаком — получила огласку история о нежелании миллионера-мецената Бродского, жертвовавшего астрономические суммы на благотворительность, предоставить в бесплатное общественное пользование лестницу, ведущую мимо его театра — Бродский хотел получать арендную плату 10 рублей в год.
В 1918 году Бродский эмигрировал, умер в 1923 году в Париже.

## Благотворительные проекты
По семейной традиции Лев Бродский был меценатом и филантропом — общая сумма его пожертвований на благотворительные цели превышает 2 миллиона рублей:
- построил в 1899 году Купеческую синагогу на улице Малой Васильковской, рядом с Хоральной синагогой, построенной старшим братом Лазарем (сейчас кинотеатр «Кинопанорама» — ул. Шота Руставели, 19.);
- принимал участие в основании Художественно-промышленного музея, Народной аудитории и Троицкого народного дома (ул. Большая Васильковская, 53/3 — сейчас Киевский академический театр оперетты);
- финансировал Киевской Еврейскую больницу, создал гинекологическое отделение при Киевской еврейской больнице;
- финансировал строительство и содержал Первое киевское коммерческое училище;
- финансировал больницу Лихаревой и детскую поликлинику;
- финансировал создание Аносовского сада;
- финансировал Общество дневных приютов.

## Занимаемые должности
- Товарищ председателя Киевского биржевого комитета;
- товарищ председателя правления Всероссийского общества сахарозаводчиков
- председатель правления и директор-распорядитель Александровского, Корюковского и других сахарных и рафинадных заводов;
- член советов Киевского частного коммерческого, Русского для внешней торговли, Волжско-Камского и Петербургского международного коммерческого банков;
- председатель правлений Киевского общества водоснабжения, Киевского товарищества пивоваренных заводов, Порохового завода в Екатеринославской губернии, Стеаринового завода в Одессе, Елисаветградской городской ж.д. и др.

## Семья
- Отец — Израиль Маркович Бродский, мать — Хая.
- Дяди — Абрам, Зельман, Исаак и Иосиф.
- Братья — Лазарь, Соломон (психический больной, находился под опекой братьев).

Дети:
- Клара Полякова (Бродская), замужем за киевским доктором Яковом Лазаровичем Поляковым
- Мари Поржес (Бродская)
- Михаил Бродский
- Владимир Бродский
- Вера Шполянская (Бродская)